# Prueba de Schick

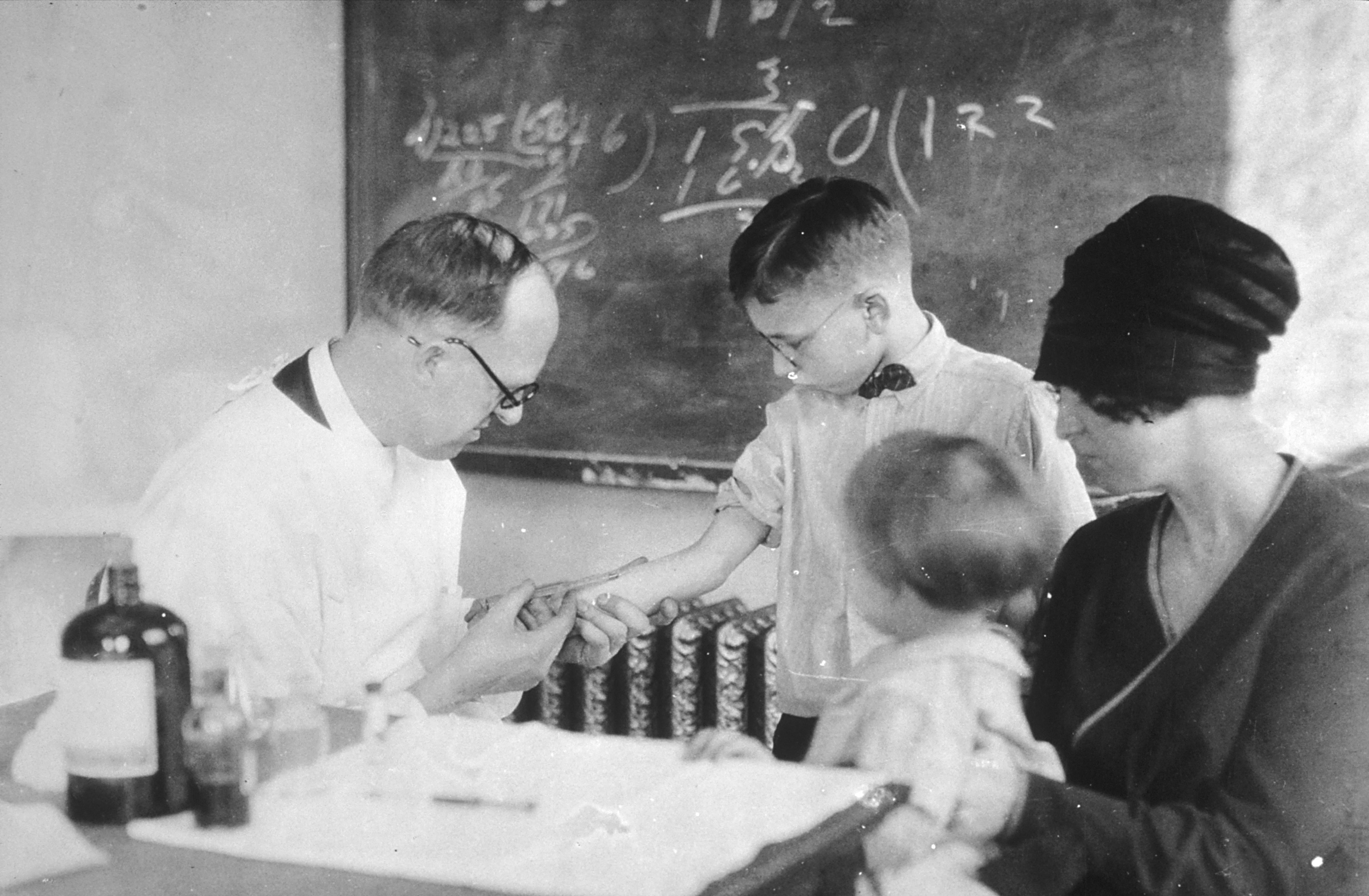
Un niño recibe una inyección de toxina diftérica diluida para la realización de una prueba de Schick en 1915.

La prueba de Schick es un procedimiento que permite determinar si un individuo es susceptible de padecer difteria, al valorar el grado de respuesta inmune del sujeto contra Corynebacterium diphtheriae, patógeno responsable de la enfermedad.  Esta prueba, recibe su nombre del pediatra húngaro, aunque nacionalizado estadounidense Béla Schick (1877–1967), que desarrolló esta técnica entre 1910 y 1911.
La mecánica de la prueba es muy simple. Se realiza una inyección intradérmica en el brazo del paciente, de una pequeña cantidad(0.1 ml) de toxina diftérica diluida (1/50 de la dosis letal mínima o DLM). Por lo tanto, aquella persona que no posea anticuerpos no será capaz de neutralizar la pequeña cantidad de toxina inyectada, por lo que se originará una reacción inflamatoria local con enrojecimiento y edematización de la piel, en este caso se habla de una prueba de Schick positiva, y la hinchazón y otros efectos desaparecerán al cabo de unos días. Por el contrario, si el paciente presenta inmunidad no se observará, o se hará en menor intensidad, ni enrojecimiento ni hinchazón en la zona adyacente a la inyección, tratándose entonces de una prueba de Schick negativa.  
Los resultados arrojados por este test pueden ser por tanto:
- Positivos: si la reacción inflamatoria, con aspecto ampolloso tiene un diámetro de entre 5 y 10 mm.
- Pseudopositiva: cuando solo se objetiva un área eritrematosa que desaparece rápidamente.
- Negativos.